# Lengyel tartományos fejedelmek (1138–1320)
Ez a cikk mutatja a lengyel tartományos fejedelmeket (1138-1320), a területeket, amelyeken uralkodtak, és az uralkodásuk idejét.

## Magyarázat
1. 1320-ban a tartomány a Lengyel Királyság részévé lett, Łokietek Ulászló uralkodása alatt.
2. A Fehér Leszek gyilkossága után (1227) Keleti Pomeránia önálló fejedelemséggé vált.
3. 1308-ban Keleti Pomerániát a Német Lovagrend elfoglalta.
4. 1231-ben Szakallás Henrik elfoglalta Kis-Lengyelországot, kiűzve az addigi uralkodót, Mazóviái Konrádot, és maga lett krakkói fejedelem. A régi princepsi tartományból Mazóviái Konrádnál csak a łęczycai és sieradz-i föld maradt (ezenkívül Konrád Mazóviában és Kujáviában is uralkodott).
5. 1233-ban Mazóviai Konrád felosztotta a mazóviai-kujáviai tartományt. A keleti részét (Mazóvia) a legidősebb fiának, (Mazóviai) Boleszlávnak adta, a nyugatit pedig (Kujávia) a masodiknak, (Kujáviai) Kázmérnek. Konrádnál csak Sieradz és Łęczyca maradt. Halála után (1247) mindkét tartományát Kázmér vette át.
6. 1261-ben Kujáviai Kázmér fejedelmet kényszerítették arra, hogy kiossza a területeiből Sieradzot a legidősebb fiának, Fekete Leszeknek. Kázmér halála után (1267) Leszek Łęczycában is átvette a hatalmat. Kázmér második fia, Siemomysł, megkapta a nyugati Kujáviát (Inowrocław), a legfiatalabbak (Łokietek Ulászló, II. Kázmér és Siemowit) közösen a keleti Kujáviában uralkodtak (Brześć).
7. Fekete Leszek halála után (1288) Siemowit lett a legkeletibb Kujávia (Dobrzyń) fejedelme, II. Kázmér a łęczycai földé, Łokietek Ulászló pedig átvette Brześć-et és Sieradzot. II. Kázmér halála után (1294) Łokietek Łęczycában is átvette a hatalmat.
8. A Dobrzyń-i fejedelemség a Lengyel Királyság hűbérbirtoka volt; Púpos Ulászló halála után (1351) a részévé lett.
9. Az Inowrocławi fejedelemség a Lengyel Királyság hűbérbirtoka volt, 1327-ben a részévé lett.
10. Siemowit fiai, Boleszláv és Konrád, 1275-ig közösen uralkodtak Mazóviában, azután Boleszláv megkapta a nyugati részét (Płock), Konrád a keletit (Czersk). Konrád halála után Boleszláv lett egész Mazóvia fejedelme.
11. 1310-ben Boleszláv kiosztotta a legidősebb fiának, Siemowitnak, a Mazóvia északkeleti részét (Varsó), a másodiknak, Trojdennak a délkeletit (Czersk), maga pedig a nyugatiban (Płock) uralkodott.
12. Boleszláv halála után (1313) Trojden lett az egész keleti Mazóvia (Czersk és Varsó) uralkodója, Siemowit megkapta a délnyugati részt (Rawa), Boleszláv legfiatalabb fia, Wacław a nyugatit (Płock).
13. 1329-51 között a płocki fejedelemség Csehország hűbérbirtoka volt, azután Lengyelországé. 1351-70 között megoszlott a Lengyel Királyság és a varsói fejedelmek között, 1370-81 között a mazóviai (varsói) fejedelemséghez tartozott. 1381-ben a varsói fejedelem újraalkotta a płocki fejedelemséget. 1381-ben meghalt III. Siemowit mazóviai (varsói) fejedelem és azelőtt felosztotta a fejedelemségét - a płocki részét a fia, IV. Siemowit kapta meg. 1495-ben a Lengyel Királyság részévé lett.
14. A Varsói fejedelemség a Lengyel Királyság hűbérbirtoka volt. 1355-81 és 1488-1526 Varsó volt egész Mazóvia fővárosa, egyébként Mazóviához tartozott. 1526-ban Mazóviát hozzácsatolták a Lengyel Királysághoz.
15. Siemowit halála után (1345) a rawai fejedelemséget felosztották Trojden varsói fejedelem unokaöccsei között, újraalkotották 1426-42 között, azután hozzácsatolták a płocki fejedelemséghez.
16. 1177-ben Öreg Mieszko fia, Odon, kiűzte az apát az országból. 1181-ben Mieszko visszatért és a megegyezés szerint átvette a hatalmat Nagy-Lengyelország északi részében (Poznań), Odon pedig a déliben. Odon halála után az öccse, Hosszúlábú Ulászló átvette a hatalmat, Mieszko halála után (1202) Ulászló lett az egész Nagy-Lengyelország uralkodója.
17. 1234-ben Szakallás Henrik wrocławi fejedelem elfoglalta a déli Nagy-Lengyelországot (Poznańnyal) és Odonic[1] Ulászló maradt az északiban (Gniezno). Ulászló halála után (1239) Szakallás Henrik fia, Jámbor Henrik, az északi részt is elfoglalta.
18. 1253-ban I. Przemysł fejedelem kiosztani kényszerült az öccsének, (Jámbor) Boleszlávnak Nagy-Lengyelország keleti részét (Kalisz és Gniezno). Przemysł halála után (1257) Boleszláv átvette a hatalmat egész Nagy-Lengyelországban.
19. 1273-ban Jámbor Boleszláv fejedelem kiosztani kényszerült I. Przemysł fiának, II. Przemysłnek Nagy-Lengyelország keleti részét (ahol előbb I. Przemysł uralkodott, de még Poznańnyal). Boleszláv halála után (1257) II. Przemysł átvette hatalmat egész Nagy-Lengyelországban.
20. A testvérek, (Magas) Boleszláv és (Görbelábú) Mieszko, kezdetben közösen uralkodtak, de 1173-ban Boleszlávot kényszerítették kiosztani Mieszkónak a délkeleti részt (Racibórz) és a legidősebb fiának, Jarosławnak, Opole környékét. Jarosław halála után (1201) Mieszko átvette Opolét.
21. 1248-ban Boleszláv Rogatka wrocławi fejedelem felosztani kényszerült az országát. Magának megőrizte a nyugati részt (Legnica), az öccse megkapta a legnagyobb részt (Wrocławval), a legfiatalabb öccse az északnyugatit (Głogów).
22. 1335-ben a głogówi fejedelemség Csehország hűbérbirtokává lett, 1469-90 Magyarországé. 1482-ben az északi részét Brandenburg vette át, 1488-ban a déli részét Magyarország. 1506-ban ezt a részt csehek vették át, 1742-ben az egész terület Poroszországhoz került.
23. 1273-ban Boleszláv Rogatka legnicai fejedelem (lásd 22) kiosztotta a fiának, (Nagyhasú) Henriknek, a déli részt (Jawor). Boleszláv halála után (1279) Henrik lett legnicai fejedelem, Jawort pedig átvette az öccse, Szigorú Bolko, aki 1291-ben meghódította Świdnicát.
24. 1290-ben meghalt Törvényes Henrik. Egy év után (polgárháború következtében) Wrocławot az unokatestvére, Nagyhasú Henrik vette át, akinek át kellett engednie az öccsének, Bolkónak, a deli részt (Świdnica).
25. 1311-ben (Pázarló) Boleszláv wrocławi fejedelem földeket kényszerült kiosztani az öccseinek: az idősebbnek, (Jó) Henriknek Wrocławot, a fiatalabbnak, Ulászlónak Legnicát. Magánál Boleszlávnál a keleti rész (Brzeg) maradt. De 1312-ben Boleszláv Legnicát is átvette Ulászlótól.
26. 1325-ben a wrocławi fejedelemség Csehország részévé lett, 1742-ben Poroszországé.
27. 1392-ben a świdnicai fejedelemség Csehország részévé lett, 1742-ben Poroszországhoz került.
28. Ulászló opolei fejedelem halála után (1282) az fejedelemséget a fiai egymás között osztották fel: a legidősebb, Mieszko, megkapta a déli részt (Cieszyn), a harmadik, Bolko az északit (Opole, a második, Kázmér a középkeletit (Bytom), a negyedik a középnyugatit (Racibórz).
29. Mieszko cieszyni fejedelem halála után (1314) a fejedelemséget a fiai egymás között osztották fel: az idősebb, Ulászló, átvette a keleti részt (Oświęcim), a fiatalabb, Kázmér a nyugatit (Cieszyn).
30. Az opolei és bytomi fejedelemségek egyesültek 1498-ban, a racibórzi csatlakozott 1521-ben. Ettől fogva az így megnőtt opolei fejedelemség a Hohenzollern-ház hűbérbirtokává lett, azután a Habsburgoké, 1742-ben Poroszországhoz került.
31. 1327-ben a cieszyni fejedelemség Csehország hűbérbirtokává lett. 1653-ban a Habsburgok hozzácsatolták az államukhoz, ahol egészen 1918-ig maradt.
32. 1327-ben az oświęcimi fejedelemség Csehország hűbérbirtokává lett, az 1450-es évek felében Lengyelországé. 1564-ben Lengyelország bekebelezte magába.